# 91's
Singles de PNL
À l'ammoniaque
(2018) Au DD
(2019)
Pistes de Deux frères
Blanka
(4) À l'ammoniaque
(6)
91's est une chanson du groupe de rap français PNL, sortie le 10 août 2018. Elle est le deuxième extrait de leur troisième album Deux frères. En septembre 2019, le titre est certifié single de diamant.

## Historiques
Deux mois après avoir sorti le clip de À l'ammoniaque, PNL dévoile ce single. Sans clip, le titre bat le record du titre le plus écouté sur Deezer en 24h avant d'être certifié single de diamant.

## Classements hebdomadaires
| Classement                   | Meilleure position |
| ---------------------------- | ------------------ |
| France (SNEP)                | 1                  |
| Suisse (Schweizer Hitparade) | 22                 |

## Certifications
| Région                                                                                                 | Certification | Ventes/Streams |
| --- | ------------- | -------------- |
| France (SNEP)                                                                                          | Diamant       | 50 000 000*    |
| *Ventes selon la certification ^Mise en rayon selon la certification xNon précisé par la certification |               |                |